# الاتصالات في سوريا
الاتصالات في سورية

## نظام الاتصالات السلكية واللاسلكية
في استخدام الخطوط الأرضية:
3.500.000 - سنة (2005)

## مشغل الهاتف الخلوي / النقال
- سيرياتل
- إم تي إن جروب
- وفا تيليكوم

## محطات البث الاذاعي
- شام أف أم sham fm
- المدينة أف أم
- نينار أف أم  Ninar FM
- ميلودي أف أم
- سوريانا أف أم
- صوت الشباب
- ارابسك Arabesque
- روتانا ستايل  Rotana Style
- فان أف أم Fann FM

## محطات التلفزة
- التلفزيون الرسمي السوري مع قنواتة القناة الأولى، الاخبارية السورية، التربوية السورية ودراما
- قناة سما الفضائية

## مزود خدمةالإنترنت
- السورية للاتصالات (تراسل): وهي الشركة الرسمية التابعة للحكومة السورية موقع ويب
- مزود سمانت SamaNet ISP موقع ويب
- الجمعية المعلوماتية السورية SCS- NET موقع ويب
- أمنية موقع ويب
- آية aya موقع ويب
- هايبر نت Hyper Net موقع ويب
- زاد ZAD موقع ويب
- سوا موقع ويب
- رن نيت Runnet موقع ويب
- مزود عالمي لشركة سيرياتل
- Speed MTN
- ليزر نت | Lazer ISP موقع ويب
- إلكوم E-lcom موقع ويب
- ناس موقع ويب

## خدمة اتصالات شبكية (Voip)
- سوريا فويب SYRIA VOIP موقع ويب

رمز البلد (أعلى مستوى النطاق): ((sy.))

## الوصول إلى الإنترنت النطاق العريض
خدمة خط المشترك الرقمي غير المتماثل في سوريا أصبحت متاحة بشكل كامل منذ عام 2003 والمقدمة من مزود خدمة الإنترنت السوري 190 الذي تدعمه الحكومة (السورية للاتصالات) عبر احدث التقنيات العالمية.
السورية للاتصالات تتعاون في مجال التقنية مع إحدى الشركات العسكرية المحلية لتحسين البنية الأساسية التي قد تؤدي إلى أسعار أفضل بكثير وسرعات عالية جدا وتقديم أفضل الخدمات، تتوفر خطوط خط المشترك الرقمي غير المتماثل، عبر مزودي الخدمة السورية للاتصالات>> (شارع)>> وعبر مزودي الخدمة الاخرين في سوريا - عروض مختلفة، dail up بسرعات عالية مختلفة تزويد الخدمة للقطاع العام والقطاع الخاص والاستثمار في مشروع النظام المتكامل (المدفوع مسبقا وصول الطلب الهاتفي خدمة الإنترنت فائق السرعة dail up ل (الأعمال التجارية حيث ان معظم الطلاب والمواطنين العاديين، خط المشترك الرقمي غير المتماثل / النطاق العريض، المدفوع مسبقا مع الطلب الهاتفي خدمة الوصول إلى شبكة الإنترنت INTERNET، فان أي شخص يدفع دولار في المتوسط 0.40 - 0.50/hour دولار.

## رسوم الخدمة
خط المشترك الرقمي غير المتماثل المتاحة بسرعة مع الأسعار الشهرية وبتقنية ال خطّ اشتراك رقمي غير متماثل ADSL
| نوع الاشتراك                                                        | تكلفة الأشتراك | المدة  | العملة     |
| الأجر الشهري لمشتركي الـADSL على أساس الاشتراك بالخدمة بحزمة مفتوحة |                |        |            |
| سرعة الـ256 ك بت/ثا                                                 | 800            | شهريا ً | ليرة سورية |
| سرعة الـ512 ك بت/ثا                                                 | 1000           | شهريا ً | ليرة سورية |
| سرعة الـ1 ميغا بت/ثا                                                | 1600           | شهريا ً | ليرة سورية |
| سرعة الـ2 ميغا بت/ثا                                                | 2800           | شهريا ً | ليرة سورية |
| سرعة الـ4 ميغا بت/ثا                                                | 5000           | شهريا ً | ليرة سورية |
| سرعة الـ8 ميغا بت/ثا                                                | 9500           | شهريا ً | ليرة سورية |
| سرعة الـ16 ميغا بت/ثا                                               | 17000          | شهريا ً | ليرة سورية |
| سرعة الـ24 ميغا بت/ثا                                               | 25000          | شهريا ً | ليرة سورية |

## أكثر المواقع التي يستطلعها السوريون
- هذا الترتيب وفق موقع أليكسا بتاريخ 20 مارس 2017 :

1. جوجل
2. يوتيوب
3. فيس بوك
4. ويكيبيديا
5. ون كليك
6. لايف
7. بلوغر
8. ياهو
9. كووورة
10. روسيا اليوم

- هذا الترتيب وفق موقع أليكسا بتاريخ 14 نوفمبر 2009:

1. جوجل
2. ويندوز لايف
3. ياهو!
4. إم إس إن
5. سيريا نيوز أو أخبار سورية.
6. مكتوب
7. كووورة
8. عكس السير

توجد حاليا 10 + مقدمي خدمات الإنترنت وعد من مزودي الخدمة التي تقدم خدمات الإنترنت المدفوع مسبقا وبسرعات عالية، إمكانيه الوصول إلى الإنترنت على النطاق العالمي، يوجد العديد من بطاقات الإنترنت مسبقة الدفع عروض منافسة، ومقاهي الإنترنت وتطور الخدمات المقدمة عبر مزودي الخدمة في سوريا وعلى مستويات عالمية.